# Pieve di San Martino (Barisano)
La pieve di San Martino in Barisano è un'antica pieve che sorge a Barisano, piccola frazione a 8 km dalla città di Forlì.

## Storia
La pieve è dedicata a San Martino, santo cavaliere francese, il cui culto è arrivato nelle campagne probabilmente tramite Ravenna, dove forse fu introdotto da Galla Placidia, sposa di Ataulfo con cui aveva vissuto nel sud della Gallia, zona dove il culto del santo era molto presente. Alcuni studiosi ipotizzano che la pieve avesse un'intitolazione diversa, poi passata a San Martino con il diffondersi del culto del santo.
Le più antiche attestazioni della pieve provengono da due documenti anteriori all'anno Mille, uno del 20 settembre 947 e l'altro dell'anno 992, ma è ipotizzabile che la pieve sia stata fondata in epoca anteriore a questa data, probabilmente fra il VI e il VII secolo, periodo durante il quale la bassa forlivese fu fatta oggetto di distrettuazione ecclesiastica.
Non sono ben note le motivazioni che hanno portato l'edificazione, in questa zona, di una chiesa plebana. A breve distanza dalla pieve di Barisano, infatti, sorge la ben più importante Pieve di San Pietro in Trento. Entrambe le pievi sono sempre appartenute, e ancora oggi appartengono, alla diocesi di Forlì. Le teorie che spiegano la necessità, nel passato, dell'edificazione della pieve di san Martino, sono due. La prima chiama in causa il contendersi del territorio fra Forlì e Ravenna che avrebbe portato all'edificazione di due pievi passate poi però entrambe sotto il controllo della Diocesi di Forlì. La seconda ipotizza la presenza di un ramo del fiume Rabbi ora scomparso che passava in mezzo ai due territori rendendo difficile passare da una zona all'altra. In questo caso sarebbero quindi sorte due pievi, ognuna da un lato del fiume. Una volta deviato il corso si sarebbe perso il confine che demarcava il territorio delle due pievi.
Nel IX secolo la chiesa viene dotata di cripta al di sotto del presbiterio. La modifica attuale della struttura e l'innalzamento del pavimento ha reso invisibile questo ambiente fino agli scavi realizzati in occasione dei restauri novecenteschi.
Nell'XI secolo vengono dipinti gli affreschi sull'arco trionfale (oggi frammentari). Altri affreschi vengono aggiunti fra Trecento e Quattrocento (anche di essi restano tracce).
Nel 1235 i faentini, come ricordato nel Chronicon Faventinum di Tolosano, inseguendo i forlivesi in fuga nelle campagne, recano danno a tutto il territorio, alla rocca di Barisano, alla rocca di Roncadello e alla chiesa stessa, abbattendo il campanile che non viene più ricostruito come edificio autonomo, ma viene poi riedificato come prolungamento del tetto.

L'aspetto della pieve prima dei restauri avviati negli anni '80

I documenti più antichi rivelano che la pieve orbita in contesto ravennate, ma nel 1290 san Martino, retta da un arciprete, risulta appartenere alla Diocesi di Forlì e aver giurisdizione su san Pietro in Roncadello.
Si ha poi il progressivo abbandono della pieve, il terreno incolto avanza, sul castello distrutto dai faentini, che sorgeva vicino alla pieve e di cui restavano ruderi visibili fino al Seicento, viene edificato il cimitero. Il livello del terreno si alza e diventa necessario rivedere il sistema delle aperture e del pavimento che viene innalzato. La pieve decade e viene associata alla parrocchia di Forlì di San Martino in Castello e poi alla cattedrale di Forlì.
Con il Concilio di Trento si intima ai sacerdoti di risiedere nelle proprie chiese e così nel 1585 si rende necessario ricavare un ambiente dove far risiedere l'officiante. In mancanza di fondi si decide di creare ambienti nel retro della chiesa, sacrificando il presbiterio e riducendo le dimensioni dell'aula per ricavare quattro stanze. Il primo arcivescovo che vi risiede dal 1594 è Ottaviano Numai, membro dell'importante famiglia forlivese dei Numai.
Anche se la pieve riprende importanza, non ha più alle sue dipendenze le chiese vicine, che sono passate sotto la giurisdizione di Santa Maria in Lampio.
Nel 1932 l'arciprete Edgardo Morini vede comparire nella sua abitazione tracce degli affreschi e una finestra murata. Nel 1968 vengono rinvenuti i pavimenti musivi di una fase antichissima della pieve o forse di una precedente villa romana. Si decide quindi di tentare un recupero e don Giuseppe Mambelli, parroco dal 1960 al 1984, svuota la canonica e fa costruire gli ambienti retrostanti, per restituire alla chiesa la parte sottratta in precedenza compreso l'arco trionfale. Fra gli anni '80 del Novecento e il 2000 la chiesa viene completamente ristrutturata e riportata alle forme originarie, rimuovendo anche il controsoffitto per mettere in evidenza il soffitto a capriate.

## Descrizione

### Struttura ed esterno

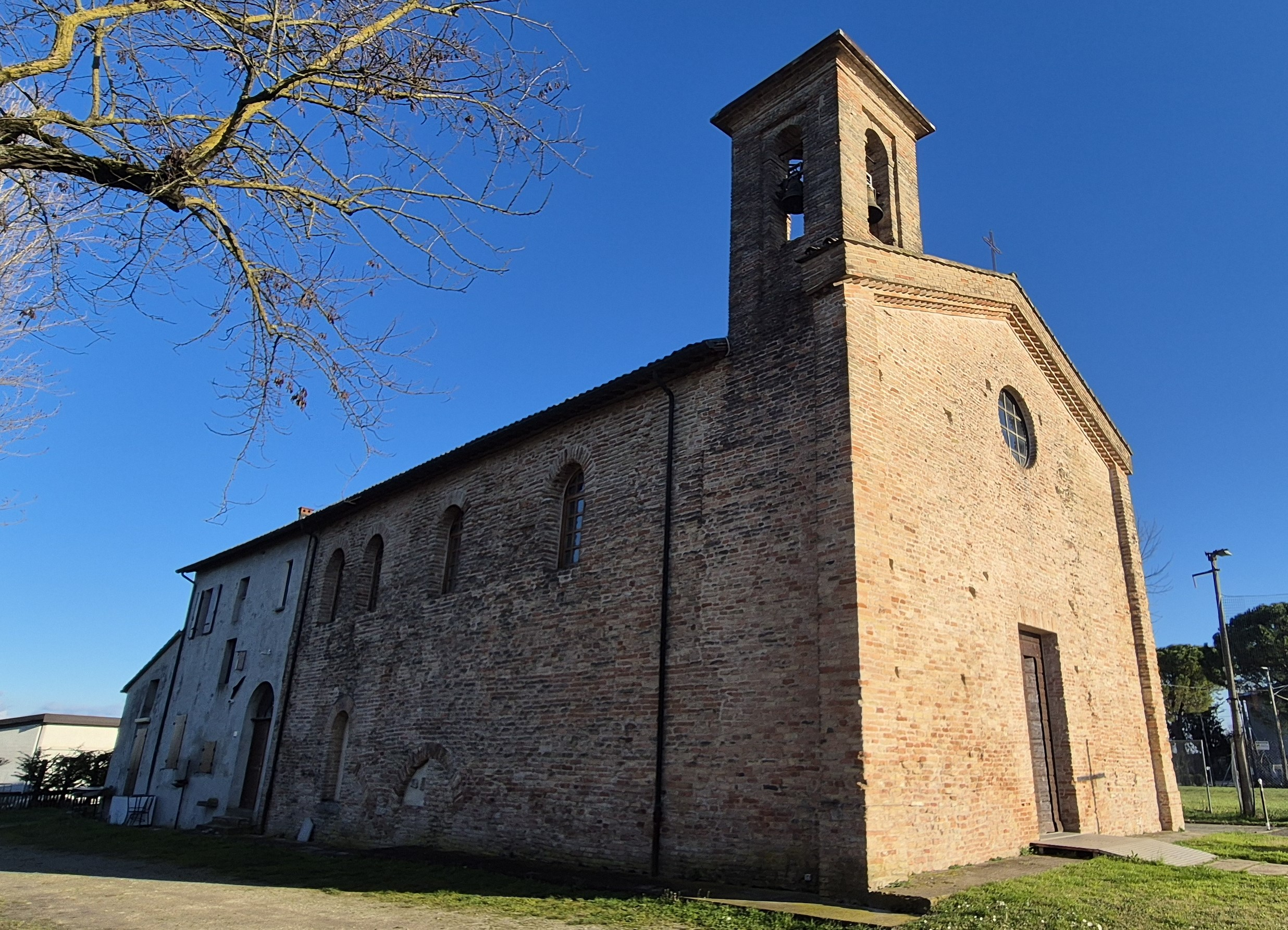
Pieve di San Martino in Barisano, lato sinistro

La pieve di Barisano presenta caratteristiche peculiari: è a navata unica, e ciò la rende rara dato  che le altre pievi ravennati del territorio e vicine a quella di Barisano, quali la Pieve di San Pancrazio, la Pieve di San Pietro in Trento e la Pieve di Santa Maria in Acquedotto, sono tutte a tre navate. Ha una sola navata, invece, la Pieve di San Lorenzo in San Pietro in Vincoli.
La chiesa attuale, di piccole dimensioni e dalle linee semplici, in origine era in realtà più imponente: dai rilievi archeologici emerge una lunghezza di 16,60 m per una larghezza di 9,50 m, e in particolare l'altezza era di 2,08 m superiore a quella attuale. Il pavimento originario infatti si trova a quasi 3 m di profondità dal piano di calpestio attuale.
La struttura è interamente in mattoni, uniti con calce, lapillo con pietrame e mattoni triturati, tecnica costruttiva tipica dell'epoca bizantina. I muri perimetrali sono più spessi, circa 60 cm, mentre quello della facciata ne misura 45. La facciata è a capanna e presenta un portale e un piccolo e una profilatura con due lesene laterali e una leggera sporgenza dentellata da mattoni posizionati di taglio in corrispondenza degli spioventi del tetto. 
Il prospetto laterale sinistro reca tracce di antiche porte romaniche e di una porta in stile lombardo.
L'abside, non più esistente dal Cinquecento perché abbattuta per ricavare gli ambienti della canonica, doveva esser piccola, circolare all'interno e poligonale all'esterno.

### Interno

Interno

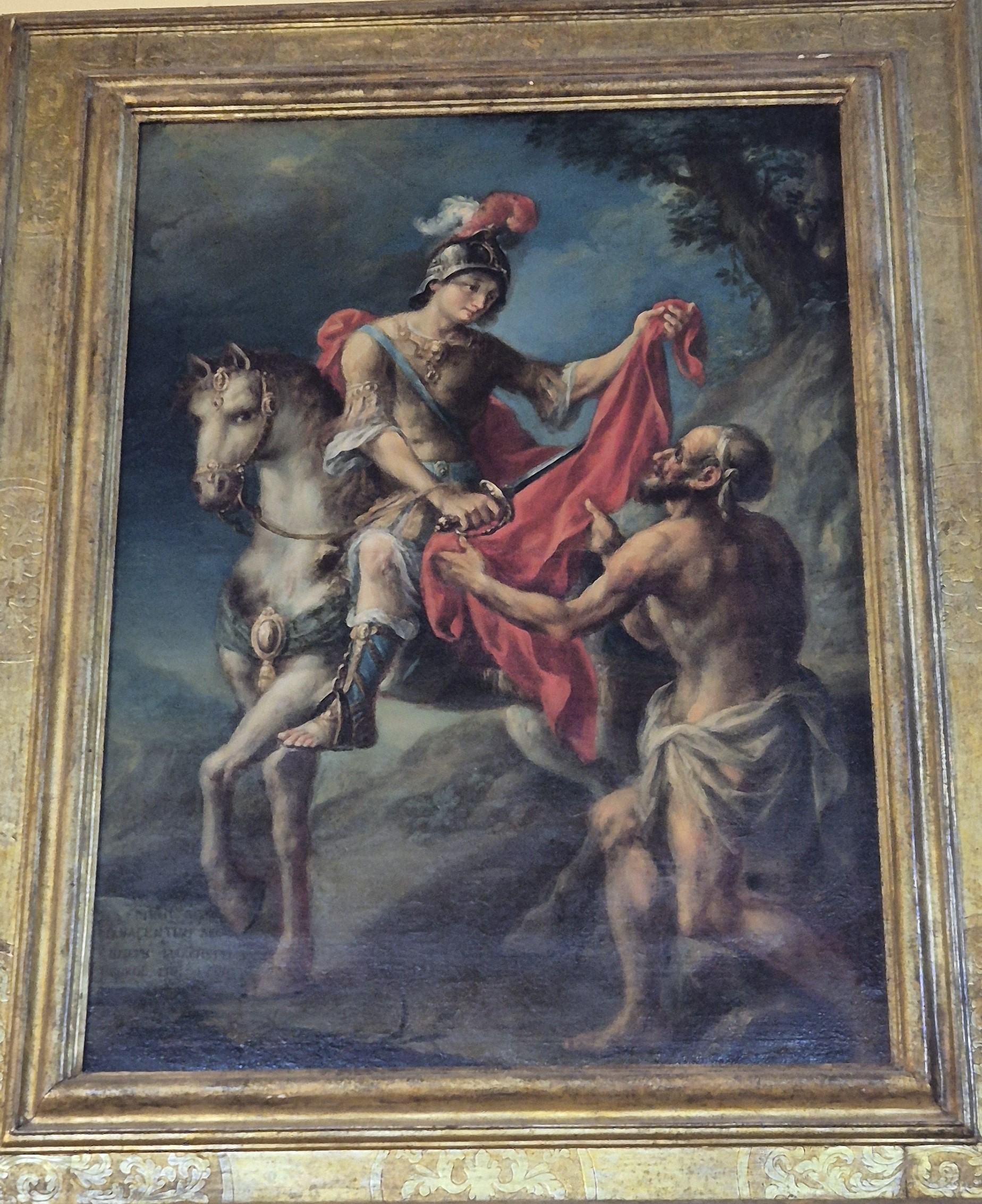
Giuseppe Marchetti, San Martino, 1790, Barisano, Pieve di San Martino

L'interno presenta un'aula unica. Inizialmente era presente un unico altare, quello centrale tuttora presente su cui nel 1790 era stata collocata una tela di Giuseppe Marchetti raffigurante San Martino, ora spostata su un muro laterale.
L'interno si presenta intonacato a eccezione delle zone in cui sono stati recuperati gli affreschi. Il soffitto è, come quello originario, in capriate lignee. 
Nella chiesa, che aveva dimensioni più ridotte a causa della creazione della canonica cinquecentesca ora rimossa per ripristinare la lunghezza originaria, erano stati predisposti altri due altari oltre a quello maggiore, uno dedicato al Crocifisso, l'altro alla Madonna Addolorata. Erano anche presenti numerosi arredi e statue in nicchie lungo le pareti. Il tutto è stato rimosso con i restauri.

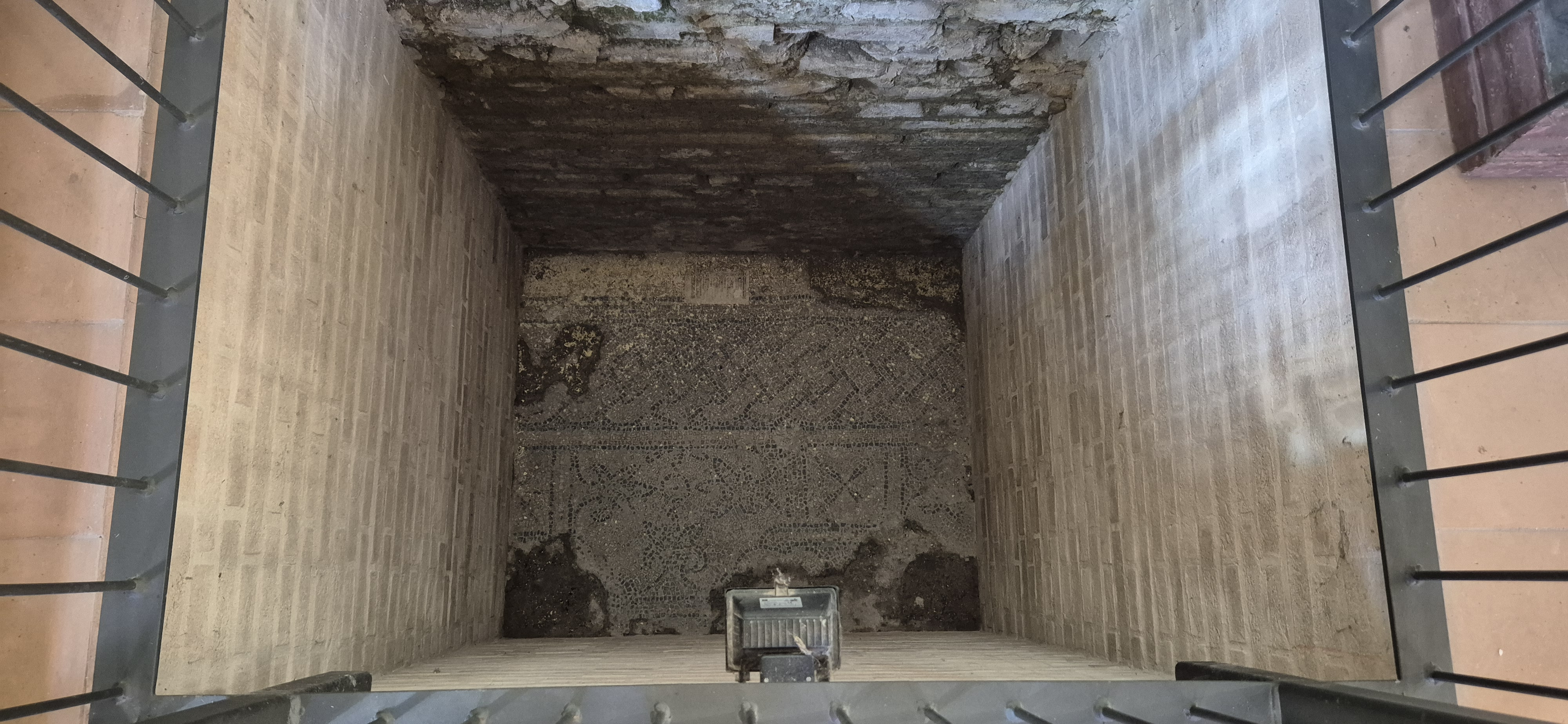
Pieve di San Martino in Barisano, tracce del pavimento musivo

Gli studi archeologici hanno portato alla luce, nello spazio antistante la cripta, a 2,08 m di profondità, frammenti di mosaici pavimentali a figure geometriche con fiori, costruiti con tessere policrome. Altri resti musivi, rinvenuti nel perimetro della chiesa, riproducono bordi a treccia e disegni fitomorfi con fiori, sempre a tessere policrome. L'esatta datazione rimane incerta, ma esistono due ipotesi. La prima, mettendo in evidenza le similitudini tra i mosaici della pieve di Barisano con il sacello di San Severo a Classe consentirebbe di datarla al VII secolo. La seconda ipotesi, invece, mediante un confronto con la Villa Teodericiana di Meldola, vedrebbe nei mosaici rinvenuti il pavimento di una villa romana del V-VI secolo, trasformata in chiesa nel VII-VIII secolo. Ciò spiegherebbe la presenza di un decoro musivo così importante per una pieve periferica e l'assenza di pavimenti musivi in altre pievi limitrofe. La struttura a una sola navata potrebbe derivare dal fatto di essere costruita su un edificio preesistente, semplicemente ricalcandone il perimetro.
Impossibile stabile quanto fossero estesi gli affreschi. Oggi restano alcuni frammenti:
- I più antichi sono dell'XI secolo e sono collocati nell'arco di trionfo, divisi in più registri intervallati da decorazioni. Nel registro superiore si scorgono quattro figure umane, delle quali una è un santo e le altre sembrano figure di sante vicino a un angelo di cui resta un'ala porpora. L'ipotesi più accreditata è che si tratti delle tre Maria che si recano al sepolcro. Un altro affresco, coevo ma più frammentario, rappresenta Cristo e un santo[2]. Cristo è seduto e si può ipotizzare che sia una rappresentazione dell'Ultima Cena. Nell'infradosso dell'arco si trova un giovane con tunica rosata in piedi su un globo. Tutti gli affreschi, oltre a essere incompleti, presentano superficie i segni provocati dal martello nell'intento di far aderire meglio l'intonaco apposto nel Cinquecento.
- Nella parete sinistra si trova un santo cavaliere con vicina una figura più piccola. Probabilmente si tratta di San Martino e risale al XIII secolo
- Sempre nella parete sinistra si identifica un affresco molto lacunoso con una figura che sembra femminile (XII-XIV secolo)
- Nella parete di destra resta la figura di un Gesù Bambino che doveva essere in braccio a Maria (XIV secolo)
- Sulla sinistra dell'arco trionfale in basso si trovano degli affreschi cinquecenteschi dipinti all'epoca di realizzazione della canonica

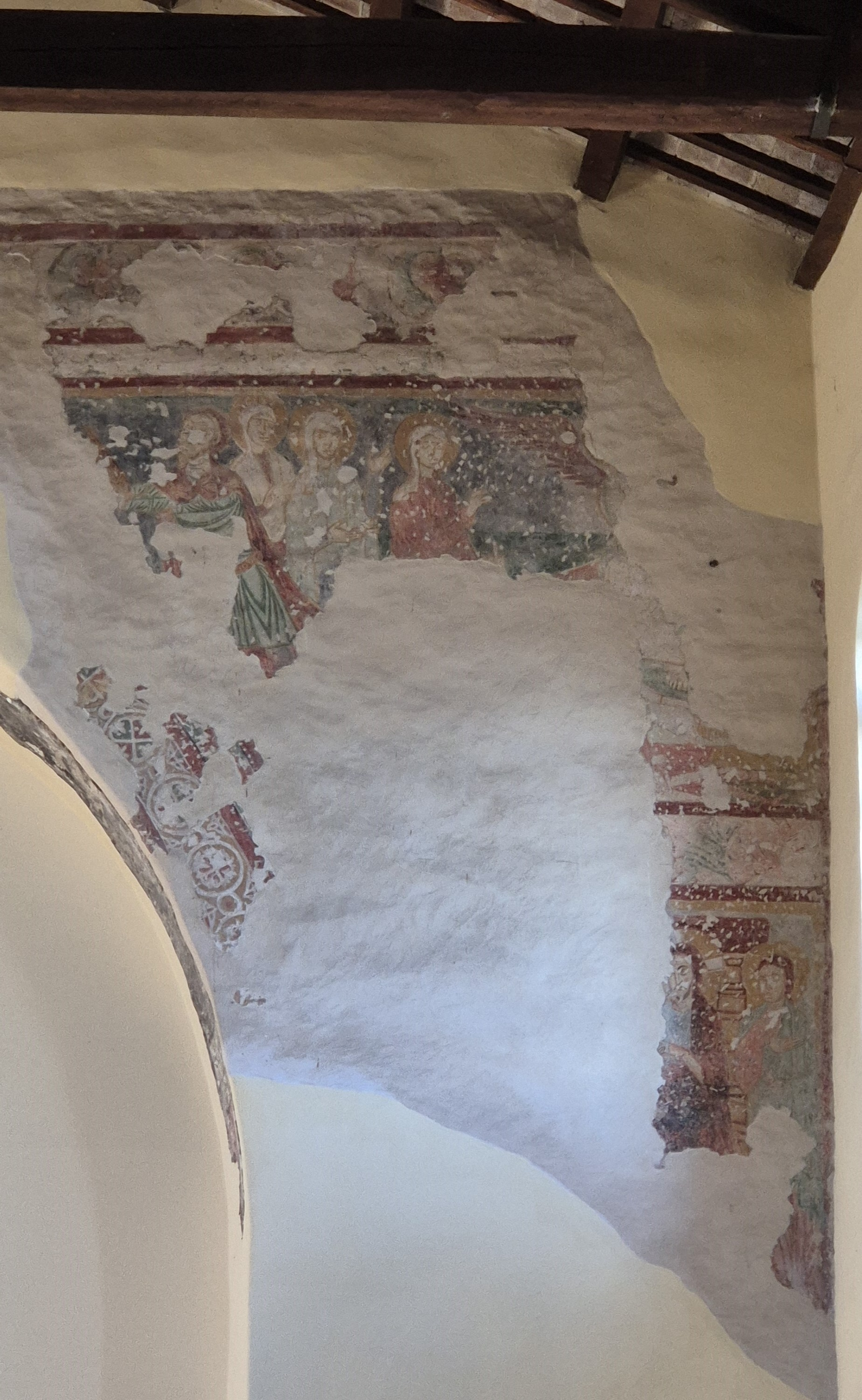
Visione d'insieme degli affreschi dell'arco trionfale
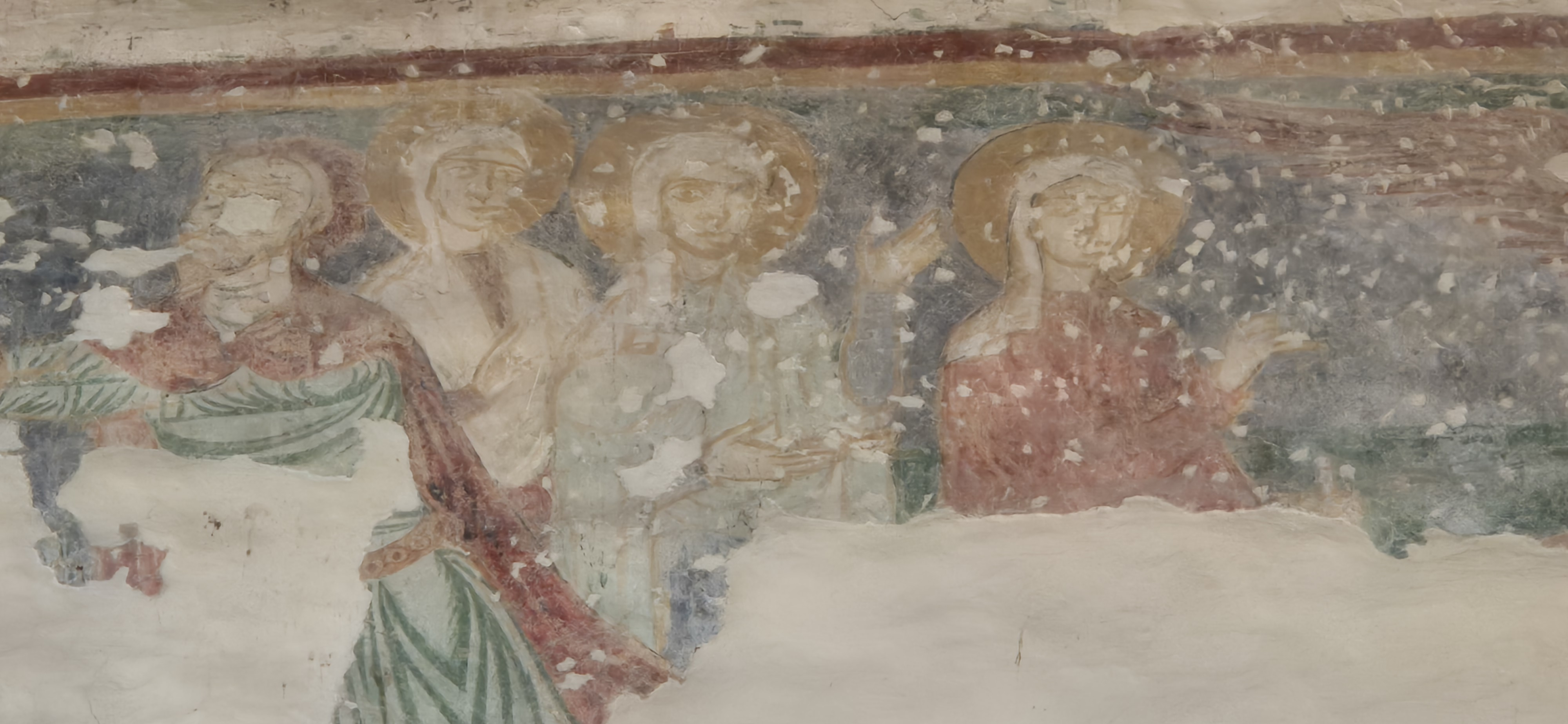
Arco trionfale, dettaglio della fascia più in alto
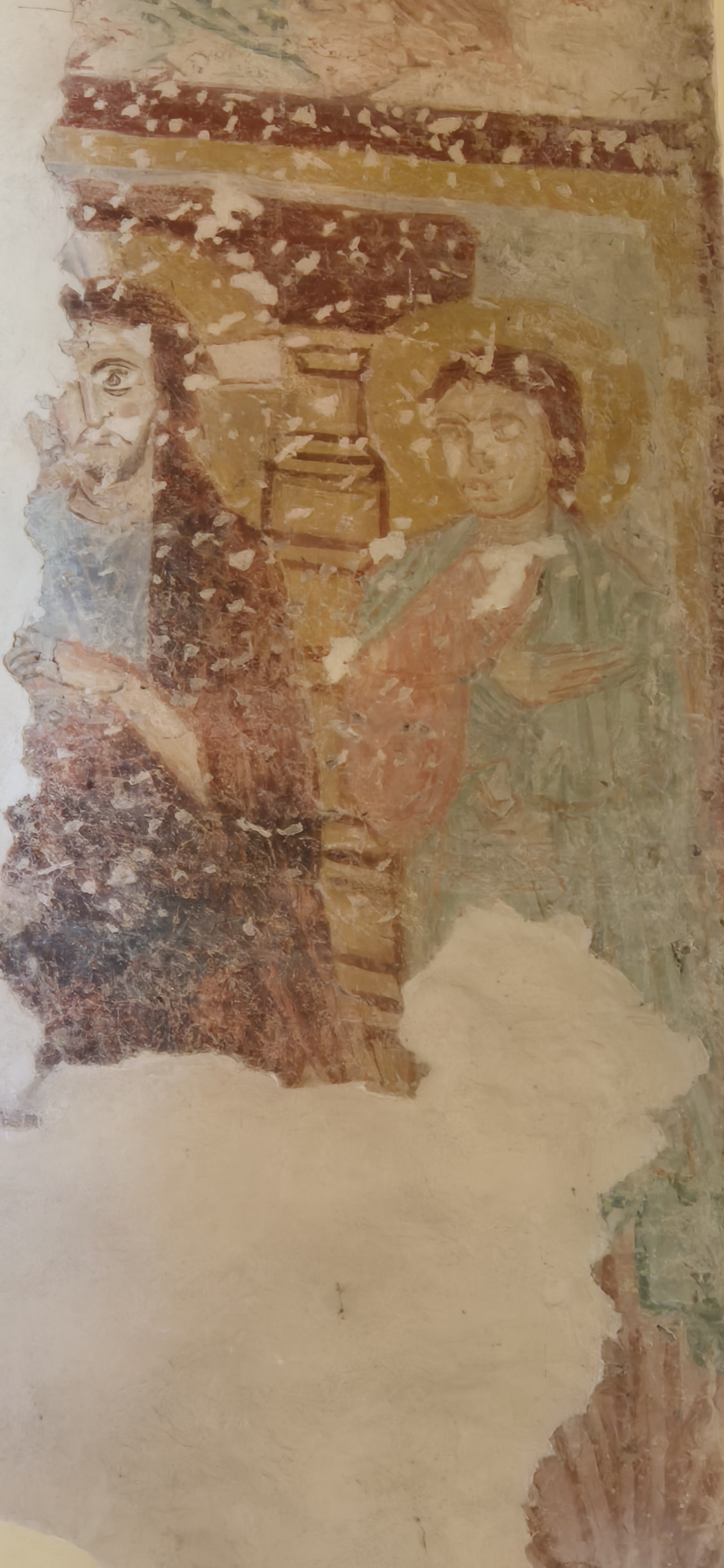
Arco trionfale, dettaglio della fascia più in basso
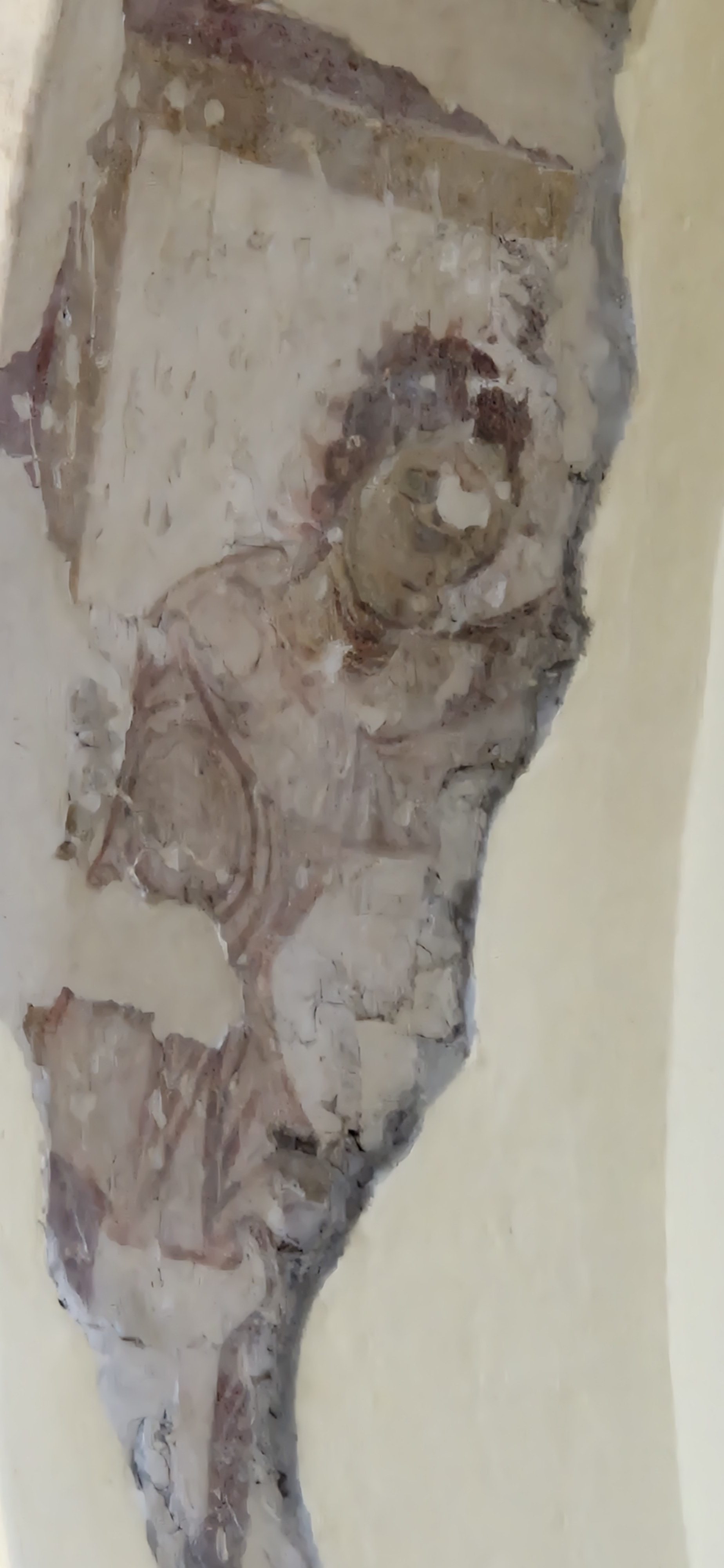
Arco trionfale, dettaglio della figura nell'arco
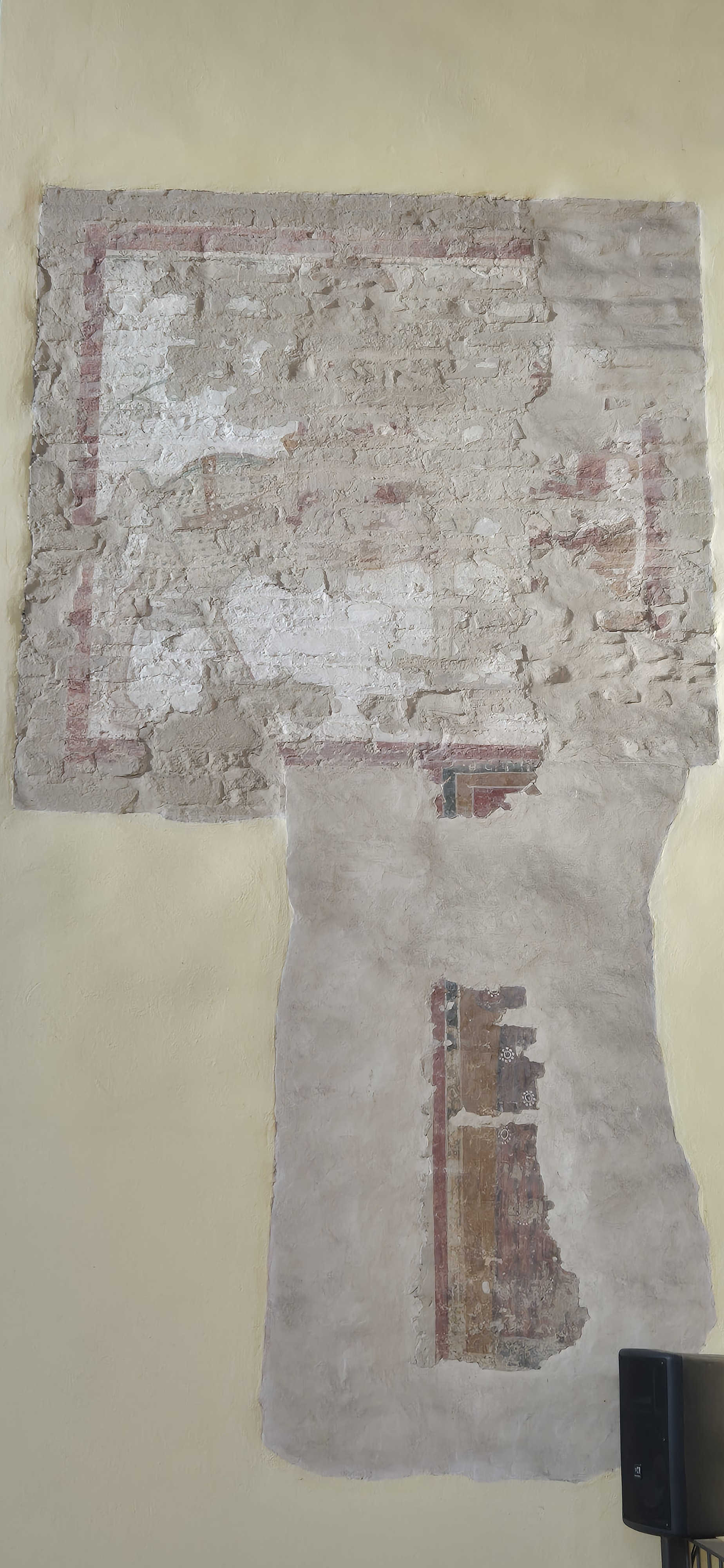
Parete sinistra, San Martino
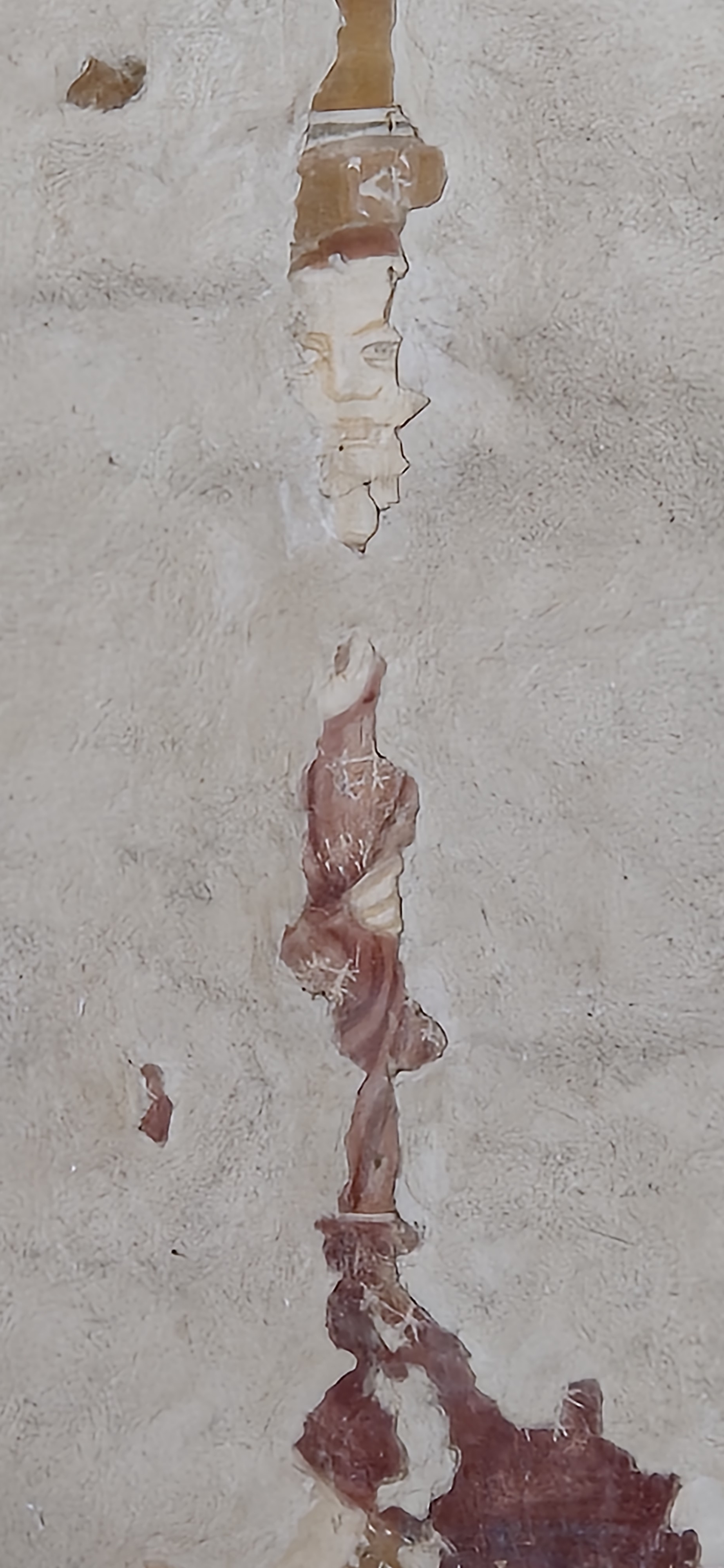
Parete sinistra, Figura femminile
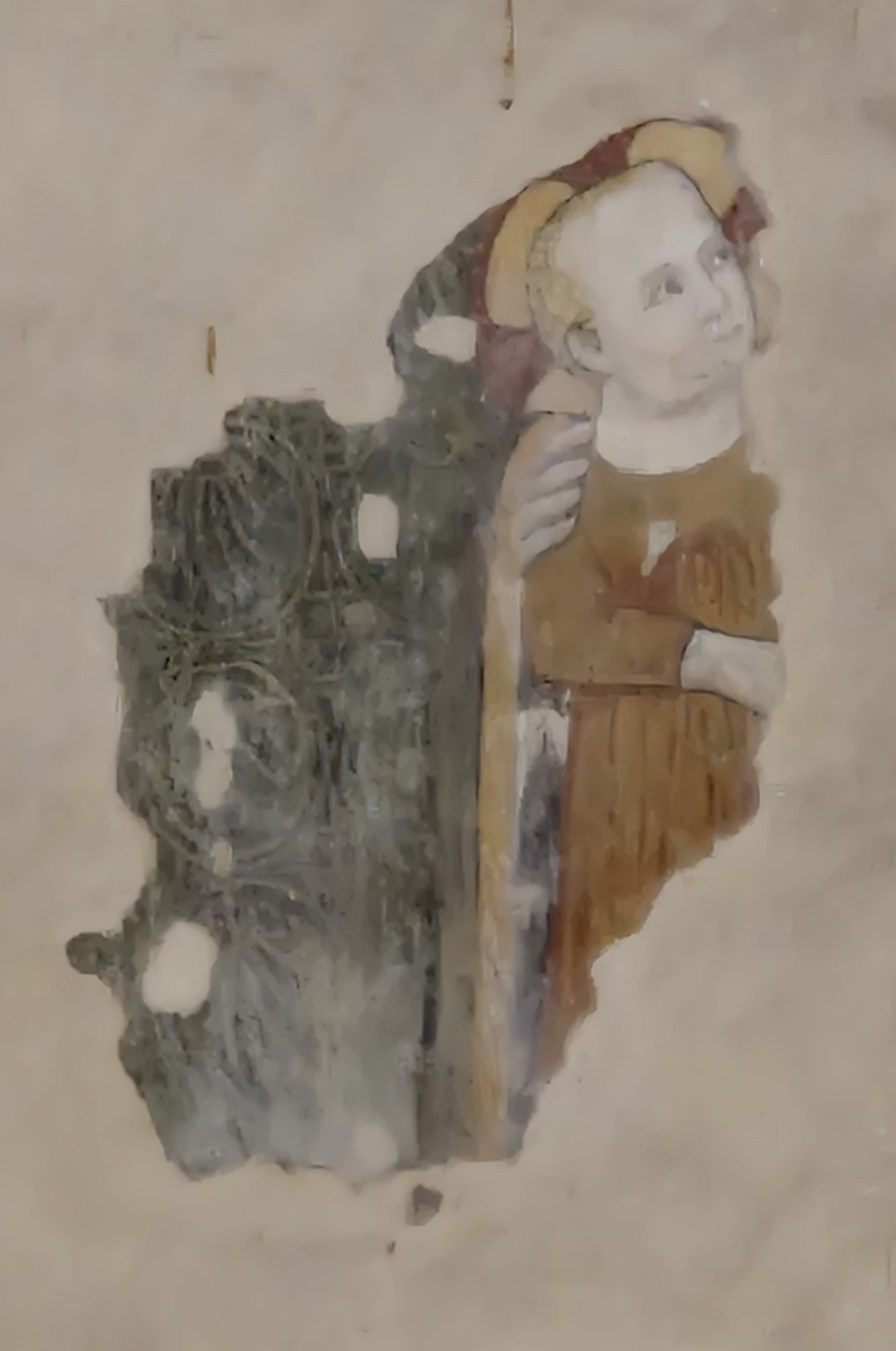
Parete destra, Gesù Bambino
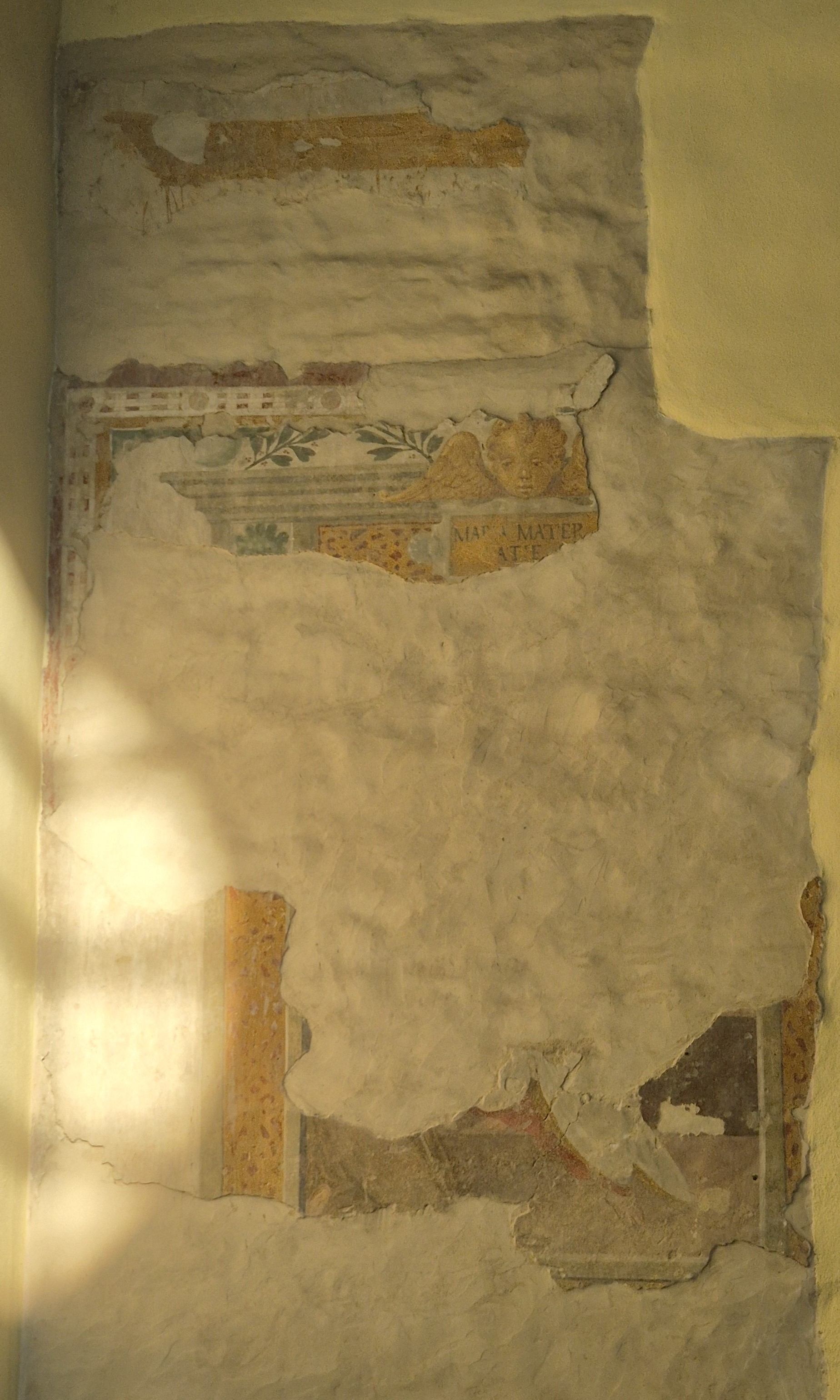
Parete di fondo, affresco cinquecentesco

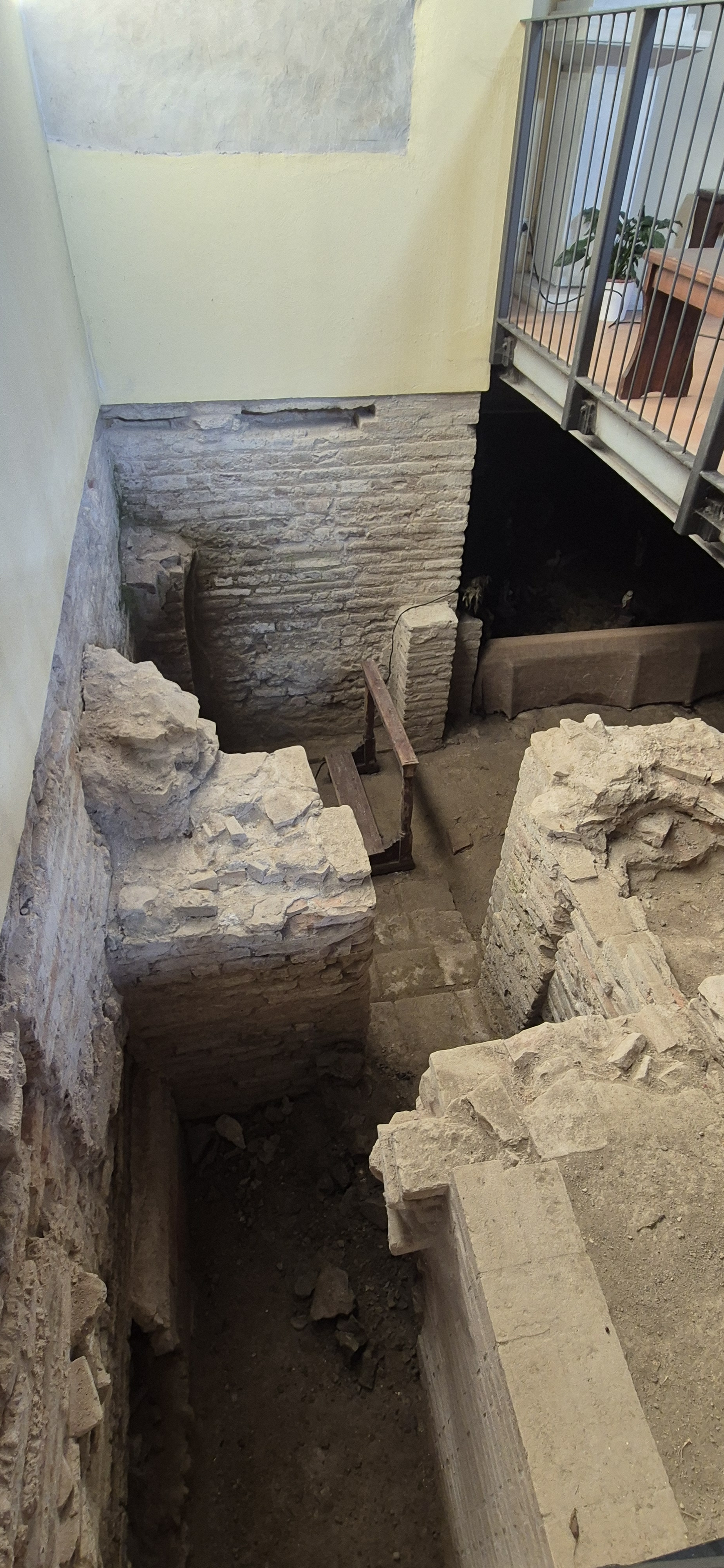
Pieve di San Martino in Barisano, cripta

La cripta viene realizzata intorno all'anno 1000 e viene ricavata sotto l'altare rimuovendo il pavimento musivo e realizzando due scalette laterali, probabilmente lastricate. L'ambiente era sostenuto da pilastri addossati ai muri perimetrali. I muri erano rivestiti di intonaco dai colori tenui. Nella cripta si può vedere come doveva essere realizzata l'abside originaria, dato che questa parte si è salvata restando interrata, dalla demolizione cinquecentesca.